# Chang Dai-chien
Chang Dai-chien (chinois traditionnel : 張大千 ; chinois simplifié : 张大千 ; pinyin : Zhāng Dàqiān ; Wade : Chang Ta-Chien), né le 10 mai 1899 et mort le 2 avril 1983, est l'une des figures les plus brillantes et les plus riches de la peinture chinoise du XXe siècle. Jusque dans les années 1940, il se rend célèbre par ses tableaux inspirés des plus grands maîtres de la peinture chinoise classique. Par la suite, son style évolue radicalement pour intégrer les richesses de l'art bouddhique puis des apports de la peinture occidentale. Sa maîtrise technique et ses célèbres contrefaçons ont jeté le doute sur l'authenticité d'un bon nombre de peintures de maîtres actuellement dans les collections des plus grands musées du monde.
En 2011, il a été l'artiste dont les œuvres se sont le plus vendues sur le marché de l'art mondial.

## Biographie

### Formation et débuts
Chang Dai-chien naît dans une famille d'artistes à Neijiang, dans la province du Sichuan, en Chine. En 1908, il apprend à dessiner avec sa mère. En 1917, il rejoint son frère Chang Shan-tse au Japon. Chang Shan-tse, qui deviendra célèbre pour ses peintures de tigres avait dû fuir la Chine et se réfugier au Japon après avoir pris part aux manifestations contre Yuan Shikai. À Kyoto, Chang Dai-chien apprend les techniques de la teinture sur textile, du tissage et de la peinture. 
À son retour en Chine en 1919, il s'installe à Shanghai où il enseigne dans une école chrétienne. La même année, il se fait moine bouddhiste, sous le nom « Dai-chien » 大千 dans le District de Songjiang. Au bout de trois mois cependant, il reprend la vie séculaire et se marie avec Zeng Zhengro mais il garde le nom de Dai-chien. À Shanghai, il étudie la littérature, la calligraphie, et la peinture des maîtres (Shitao et Zhu Da) sous la direction de Li Ruiqing. Après la mort de ce dernier, il retourne dans la province du Sichuan où il commence à vendre des peintures et des calligraphies. À cette époque, il fait un don d'une de ses peintures au temple Zisheng, à Neijiang. En 1922, il se marie avec Huang Ningsu et, en 1923, retourne à Shanghai (Songjiang) où il vend des copies des œuvres de Shitao. 
En 1925, il expose en solo à la Ningbo Guild House de Shanghai. En 1927, il se rend pour la première fois aux Monts Huang. En 1929, deux de ses œuvres sont présentées à la première exposition nationale. En 1931, il se rend au Japon comme représentant de l'« Exposition d'art chinois des dynasties Tang, Song, Yuan et Ming ». 
En 1933, ses œuvres sont exposées à Paris (lors de la première exposition de peinture chinoise au musée du Jeu de Paume), à Shanghai, à Nankin et à Pékin. En 1934, Chang Dai-chien se rend au Japon et en Corée puis devient professeur à la faculté des arts de l'université de Nankin et expose à Jinan. En 1935, l'une de ses œuvres est exposée à Londres. Chang Dai-chien quitte son poste de professeur, se rend aux monts Huang et aux grottes de Longmen, à la demande de Ma Bufang, puis se marie avec Yang Wuanjun.
En 1937, sa mère meurt. Il multiplie les expositions à Nankin, Shanghai, Tianjin et Pékin (conjointement avec Fang Jiekan) et publie la première anthologie de ses œuvres. 
En 1938, il quitte Pékin qui est tombé sous le contrôle des troupes japonaises et expose dans la concession française à Tianjin puis à Hong Kong. Il va ensuite avec Xu Beihong à Guilin puis, en compagnie de son frère Chang Shan-tse à Chongqing où ils créent tous deux des œuvres patriotiques appelant à la mobilisation contre l'agression japonaise. Peu après, Shan-tse part en Europe de l'Ouest et en Amérique du Nord pour présenter ses œuvres et celles de Chang Dai-chien et dénoncer l'invasion de la Chine par le Japon. De son côté, Chang Dai-chien voyage dans la province du Sichuan, se rend sur le Mont Qingcheng, va à Jiange puis expose à Chengdu et Chongqing. En 1940, il découvre les grottes de Dunhuang mais il doit rentrer précipitamment à Chongqing après avoir appris la mort de son frère à l'étranger.

### Les fresques de Dunhuang
Jusqu'en 1941, les œuvres de Chang Dai-chien s'inspirent principalement des « Quatre Grands Moines Peintres de la dynastie Qing » (Hong Ren, Kun Can, Bada Sharen et Shitao), des quatre maîtres de l'école de Wu de la dynastie Ming (Shen Zhou, Wen Zhengming, Tang Yin, Qiu Ying) et les peintres paysagistes de la dynastie Yuan (Huang Gongwang, Wu Zhen, Ni Zan et Wang Meng). 
Au contact des fresques des grottes de Dunhuang, son travail se transforme de manière radicale pour s'enrichir des techniques du portrait de l'art bouddhique. Afin d'analyser et de copier les fresques murales de Dunhuang, à l'invitation de plusieurs amis dont le diplomate Ye Gongchao et avec l'aide du général musulman Ma Bufang — un seigneur de guerre devenu gouverneur de la province de Qinghai — il rassemble pendant 2 ans et sept mois des amis et artistes et cinq Lamas peintres (Ang Li, San Zhi, Xiao We Ge Land, Lo Shang Wa Zi, Du Jie Ling Qie) au monastère de Kumbum. 
En deux ans et sept mois de présence, il réalise 276 copies des fresques des grottes de Mogao, des grottes de Yulin et des grottes des mille Bouddhas de Bezeklik (183 de ces copies sont conservées au musée provincial de Sichuan et 62 au musée du palais national à Taïwan). En 1944, des expositions montrant les copies des fresques de Dunhuang sont organisées à Chengdu, et à Chongqing entraînant un véritable engouement national pour le patrimoine artistique de Dunhuang. 
En 1945, Chang Dai-chien termine son lotus géant et ses scènes dans le Jardin de l'Ouest à Chengdu puis, à la faveur de la fin de la guerre, il retourne dans sa ville natale de Neijiang. En 1946, des œuvres de Chang Dai-chien sont exposées à Shanghai, Paris, Londres, Genève et Prague. En 1947, une anthologie en couleur des copies des fresques de Dunhuang réalisées par Chang Dai-chien sont publiées. Chang Dai-chien se rend dans la province du Xikang et à Shanghai, publie des lithographies sur son séjour dans le Xikang, publie une série de poèmes et se marie avec Xu Wenbo. En 1948, il devient professeur honoraire à l'université des beaux arts de Pékin puis se rend à Taïwan pour y travailler avec le photographe célèbre Lang Jingshan.

### La reconnaissance internationale
Partisan du Kuomintang, Chang Dai-chien quitte la Chine continentale en passe de tomber sous le contrôle des communistes. Il se rend à Taïwan puis expose à Hong Kong et à Macao. En 1949, il retourne dans la province du Sichuan puis part en Inde à l'invitation de l'université de Darjeeling pour y donner des conférences. En 1950, il expose à Delhi et séjourne dans les grottes d'Ajantâ dans l’État de Maharashtra. Pendant trois mois il réalise des copies des fresques, qu'il compare ensuite à celles de Dunhuang. Entre 1950 et 1951, il fait plusieurs fois la navette entre Darjeeling et Hong Kong ; en 1952, il expose en Argentine et en 1953 il achète un terrain à Mogi das Cruzes près de São Paulo au Brésil. Au cours des années suivantes, il expose à Taipei et Paris (1953), aux États-Unis (où il se rend en 1954) et au Japon (1955 et 1956). En 1956, il se rend pour la première fois en Europe et expose à Rome et Paris. 
Au cours de ce voyage, il se rend chez Pablo Picasso à Antibes, en France. Cette rencontre est présentée, à l'époque, comme un sommet entre le plus grand peintre de l'art occidental et celui de l'art oriental. À cette occasion, les deux artistes échangent des tableaux.
En 1958, Chang Dai-chien expose, à nouveau, à São Paulo et est élu meilleur artiste contemporain au monde par l'International Fine Arts Association de New York, États-Unis. Alors que sa vue commence à baisser sous l'effet du diabète, Chang Dai-chien entame en 1959 un nouveau voyage qui le conduit aux États-Unis, au Japon, en Suède, en Suisse, en Allemagne de l'Ouest et en Espagne. À Taïwan, il reçoit la médaille d'or des beaux-arts. Au tournant des années 1960, son style évolue à nouveau de façon radicale, pour intégrer certaines techniques de l'Action Painting et réaliser des projections d'encre et de couleurs directement sur la toile. 
En 1960, Chang Dai-chien expose à Bruxelles, Athènes et Madrid; en 1961 à Genève, Paris et São Paulo. Il publie aussi plusieurs traités de peintures parmi lesquels On Paintings. En 1962, il se rend à Yokohama et Hong Kong et, en 1963, il expose à Singapour, Kuala Lumpur, New York et, à nouveau, à Hong Kong. Aux États-Unis, six grands tableaux représentant des lotus sont vendus pour 140 000 dollars, un record à l'époque pour un artiste chinois.
En 1964, il expose à Bangkok, en Thaïlande et à Cologne, en Allemagne de l'Ouest. Après l'exposition, le maire de Cologne l'accompagne pour une croisière sur le Rhin et des acteurs économiques allemands acquièrent l'ensemble des œuvres exposées qui sont ensuite montrées à travers l'Allemagne de l'Ouest. La même année, en Chine continentale, Chang Dai-chien présente des tableaux à des responsables chinois à Chongqing, dans sa province natale du Sichuan.
Au cours de la seconde moitié des années 1960, les expositions continuent : Londres (1965), Hong Kong et São Paulo (1966), musée de l'Université Stanford aux États-Unis et Taipei (1967), New York et Chicago (1968), Los Angeles, Boston, New York, Taipei (1969) et San Francisco (1970). En 1968, le Collège des Beaux Arts chinois de Taïwan lui décerne le titre de docteur honoraire en philosophie. La même année, il donne des conférences à l'Université de Princeton sur l'Art chinois.
À partir de 1972, Chang Dai-chien s'installe à Carmel, en Californie, et devient citoyen honoraire de Los Angeles. À cette occasion une rétrospective de son œuvre est organisée dans le Young Museum de San Francisco. Tandis que de nouvelles expositions ont lieu à Taipei, New York (1973), Hong Kong et Tokyo (1974), Taïwan et Séoul (1975) Chang Dai-chien écrit son autobiographie et est fait docteur honoraire (humanité) par l'université du Pacifique, en Californie.
En 1978, il se fixe à Taipei, sur l'île de Taiwan où il meurt le 2 avril 1983.

## Polémique au sujet des copies réalisées par Chang Dai-chien
Au cours des années 1990, une polémique a surgi au sujet de l'authenticité de plusieurs peintures anciennes chinoises détenues par les musées occidentaux. 
Il s'est avéré, en effet, que le paysage attribué au maître Guan Tong de l'époque des Cinq Dynasties et que le musée des beaux-arts de Boston avait acquis en 1957 était, en réalité, une très belle copie, réalisée par Chang Dai-chien. James Cahill, un professeur émérite de l'art chinois de l'Université de Californie à Berkeley a prétendu que le tableau Riverbank (la Berge), un chef-d’œuvre datant de la dynastie Tang du Metropolitan Museum of Art, était, lui aussi, une copie de Chang Dai-chien. 
Depuis lors, les conservateurs des grands musées se demandent si certaines des peintures chinoises présentes dans leurs collections, surtout celles représentant des oiseaux et des fleurs, ne sont pas en réalité des copies réalisées par Chang Dai-chien. Le conservateur d'art chinois du musée d'Arthur M. Sackler, Joseph Chang, affirme ainsi que la plupart des grandes collections d'art chinois dans le monde ont, sans le savoir, des copies de Chang Dai-chien.
Il n'est pas facile de détecter les copies réalisées par Chang Dai-chien pour plusieurs raisons : Chang Dai-chien maîtrisait parfaitement le style des plus grands maîtres de la peinture chinoise. Il avait un souci du détail vraiment exceptionnel et a copié de nombreuses peintures sur la base de catalogues de peintures disparues.
Ce goût pour la copie des grands maîtres par un artiste accompli comme Zhang Daqian peut surprendre un Occidental. En Orient cependant, la contradiction n'apparait pas vraiment car les plus grands peintres ont toute légitimité pour copier les plus grands chefs-d’œuvre.

## L'artiste le mieux coté sur le marché international de l'art
Alors que la Chine connaît un boom économique, les peintures de Chang Dai-chien atteignent sur le marché international des prix records. Depuis 2005, sa cote a triplé. En mai 2011, son tableau Lotus and Madarin Ducks s'est adjugé au prix record de 191 millions de dollars de Hong-Kong (19 millions d'euros).
Selon Artprice, les œuvres de Chang Dai-chien ont réalisé en 2011 un produit de ventes aux enchères d'un montant cumulé de 554,53 millions de dollars en 2011 avec 1 371 lots vendus. Alors qu'il était classé troisième au niveau des ventes en 2010, il est désormais numéro un devant un autre artiste chinois figuratif Qi Baishi (1864-1957) (510,57 millions de dollars de vente), Andy Warhol (1928-1987) (325,88 millions de dollars de vente) et Pablo Picasso (314,69 millions de dollars de vente).